# Associação Fotoativa
A Associação Fotoativa é uma organização da sociedade civil brasileira, sem fins lucrativos, da cidade de Belém, Pará, voltada para o ensino e prática da fotografia como construção e exercício da cidadania.

## Histórico
A Associação Fotoativa foi fundada por Miguel Chikaoka em Belém no ano de 1984, período de efervescência política no fim da ditadura militar brasileira que registrou grande ocorrência de ações coletivas no campo da fotografia: Fotovaral, Grupo FotoOficina (1982-1984), Fotopará – Mostra Paraense de Fotografia (1982-1984) e Grupo Fotopará (1984- 1986). A ideia era desenvolver uma cultura fotográfica na região amazônica, através de cursos e exposições em locais públicos ("fotovarais").
Em 2004, quando comemorava seu 20º aniversário, a Fotoativa recebeu os títulos de "Utilidade Pública Municipal" (por parte da prefeitura de Belém) e "Utilidade Pública Estadual" (governo do Pará). Em 2005, a prefeitura cedeu à associação um casarão no centro histórico de Belém, na Praça das Mercês.

## Casarão Fotoativa
O imóvel cedido pela prefeitura à associação estava abandonado e precisou ser reformado. Construído no período entre o fim do século XIX e o início do século XX, faz parte de um grupo de sobrados em estilo eclético e é composto por dois pavimentos: originalmente o térreo deveria ser usado para atividades comerciais ou serviços, e o andar superior para residência.
Depois da reforma, os espaços internos foram aproveitados para locais de exposições e palestras, bem como laboratórios de fotografia e informática. Em 2008, a fachada foi restaurada com apoio do Instituto do Patrimônio Histórico e Artístico Nacional (IPHAN/Belém). Em 2011, através de uma parceria entre a Secretaria de Cultura do Estado do Pará e o IPHAN, a Fotoativa iniciou nova reforma no imóvel e teve que deixar o mesmo para não interferir no andamento das obras.
A conclusão dos trabalhos estava prevista para 2012, mas isto não ocorreu por questões burocráticas, e o processo se arrastou até 2015, quando a empresa contratada para o restauro rescindiu o contrato. Sem uma data definida para a conclusão da obra, a Fotoativa retornou ao casarão e teve que colocá-lo novamente em condições de uso através de mutirões com os associados.

## Núcleos
A Fotoativa é composta pelos seguintes núcleos:
- Núcleo de Formação e Experimentação (NFE): grupo responsável pela parte pedagógica da associação, responsável ainda pelo Calendário de Formação (oficinas, cursos e laboratórios oferecidos ao público em geral), pelo Pinhole Day Belém e pelo projeto Fototaxia, de compartilhamento de práticas pedagógicas.[5]
- Núcleo de Pesquisa e Documentação (NPD): desenvolve projetos voltados para a reflexão acerca da imagem, como o Café Fotográfico e o Colóquio de Fotografia e Imagem. É ainda responsável pelo Acervo Fotoativa, pela Biblioteca Fotoativa e pelo Laboratório de Projetos, voltado para estudos teóricos.[6]
- Núcleo de Comunicação e Difusão (NCD): responsável pela comunicação interna e externa da associação.[7]

## Projetos
Dentre outros, a Fotoativa desenvolveu os seguintes projetos:
- Largo Cultural das Mercês: iniciado em 2001 na Praça do Rosário, e a partir de 2005 na Praça das Mercês, o Largo Cultural é uma iniciativa que visa difundir cultura e consciência patrimonial através de exposições públicas (fotovarais, projeções, teatro e música).[8]
- Pinhole Day Belém: começou em 2002, tendo como inspiração o Dia Mundial da Fotografia Pinhole, e busca celebrar anualmente a fotografia artesanal através da realização de oficinas, palestras e jornadas, reunindo profissionais e iniciantes em torno desta técnica fotográfica.[9]
- Colóquio de Fotografia e Imagem: realizado desde 2002, "propõe um espaço de reflexão crítica sobre a relação entre produção imagética e os diversos campos do conhecimento".[10]
- Café Fotográfico: a partir de 2008, busca realizar um encontro de fotógrafos e profissionais de arte e cultura para discutir suas atividades e seu impacto sobre a sociedade.[11]
- Fototaxia: iniciado em 2014 em parceria com a Rede Municipal de Educação de Belém e com apoio do Programa Arte na Escola da Universidade Federal do Pará, buscou mudar a abordagem pedagógica para o ensino de arte em escolas públicas.[12]
- Fotoativa em Residência: projeto realizado em 2015 e 2017, propunha-se a receber na associação pesquisadores e artistas que ali permaneceriam por algumas semanas realizando seus trabalhos.[13]

## Publicações
Textos publicados sobre a Fotoativa ou produzidos a partir de suas atividades:
- Lab.Círio 2015: organizado por Cinthya Marques a partir do Lab.Círio 2015.
- Viver ou Narrar: organizado por Camila Fialho e José Viana; publicação originada pelo projeto "Fotoativa em Residência: dois de cá, dois de lá".
- Instâncias da Luz: de João de Jesus Paes Loureiro; texto escrito em 2014 para a exposição Instâncias da Luz.
- A amizade e o diálogo como práticas subversivas: por Brenda Taketa; texto escrito a partir do "Laboratório de Projetos Fotográficos" de novembro de 2014.
- Criação Fotográfica: a experiência do outro e a dissolução da autoria: texto ampliado de Patrick Pardini tendo por base sua palestra "Autografia 01: Fotografia e Autoria", proferida em 2013 no IX Colóquio Fotografia e Imagem: Autografias.